# Gilles Deschamps
Gilles Deschamps (również Gilles des Champs, forma zlatynizowana
Aegidius Campensis) (ur. 1350 w Rouen – zm. 15 marca 1413 w Rouen) – był nauczycielem i biskupem Coutances. Został kardynałem wyznaczonym przez antypapieża Jana XXIII 6 czerwca 1411. Pod jego kierunkiem studiował Jan Gerson.